# Charta von Athen (Denkmalpflege)
Die Charta von Athen aus dem Jahr 1931 befasst sich mit den grundlegenden Prinzipien der Restaurierung und Zurschaustellung von Baudenkmalen. Sie bildet die Vorstufe zu der 1964 verabschiedeten Charta von Venedig.
Die Charta besteht aus einer allgemeinen Einleitung und sieben Resolutionen. Letztere befassen sich mit der Schaffung einschlägiger internationaler Organisationen und sachbezogener Evaluierungsverfahren und mit der Schaffung entsprechender legistischer Voraussetzungen in den einzelnen Ländern. Sie stellen die Forderung auf, Ausgrabungsstätten, die nicht restauriert werden, wieder mit einer Schutzschicht Erde zu bedecken, erklären moderne Materialien bei Restaurierungen für zulässig und fordern strikte Aufsicht und eine ansprechende Umgebungsgestaltung.
Nicht zu verwechseln ist diese Charta mit der Charta von Athen (CIAM).